# Radio Praha International
Radio Prag International (bis 2019 Radio Prag) ist das Auslandsprogramm von Český rozhlas (ČRo), dem öffentlich-rechtlichen Rundfunk der Tschechischen Republik. Das Programm wird am Hauptsitz des Senders in der Hauptstadt Prag produziert. Der im Jahre 1936 gegründete Sender spielte als der frühere Auslandsdienst der Tschechoslowakei bis Ende Dezember 1992 eine wichtige Rolle in der Geschichte dieses nunmehr historischen Staates. Radio Prag gehörte zu den bekanntesten und traditionsreichsten Auslandssendern auf Kurzwelle überhaupt. Das Programm wird heute nur noch über Satellit und online verbreitet.

## Programm
Radio Prag International produziert jeweils halbstündige Sendungen, die vorwiegend aus Nachrichten und Features sowie Informationen verschiedener Art und Kultur bestehen, in denen über Tschechien und in geringerem Maße auch über die Welt berichtet wird. Daneben gibt es eine bekannte Hörerpostsendung. Musik ist dagegen im deutschsprachigen Programm eher selten zu hören.
Der Sender verbreitet rund um die Uhr Sendungen in deutscher (Radio Prag International), englischer (Radio Prague International), spanischer (Radio Praga Internacional), französischer (Radio Prague International) und russischer Sprache (Радио Прага), seit 2022 auch auf Ukrainisch (Новини для українців у Чехії), bis Ende 2018 auch auf Tschechisch. Vor der Samtenen Revolution im Jahre 1989, welche die kommunistische Einparteienherrschaft in der Tschechoslowakei beendete, sendete Radio Prag auch ein Programm in italienischer Sprache (Radio Praga).

## Geschichte

### Anfänge und Zweiter Weltkrieg
Zum ersten Mal sendete der damals Tschechoslowakische Rundfunk am 31. August 1936 ein Auslandsprogramm auf Kurzwelle vom alten Sendegebäude in Poděbrady, welches in den Jahren 1920–21 als Außenzentrum für die Drahtlose Telegraphie innerhalb des im Jahre 1918 gegründeten Staates gebaut worden war. Das internationale Hörfunkprogramm aus Prag wurde daraufhin schnell europaweit bekannt und gehört heute seit Jahren zu den traditionsreichsten seiner Art.
In den Jahren bis 1939 galt der Prager Sender als wichtige propagandafreie Informationsquelle aus Mitteleuropa, bis in jenem Jahr nach Besetzung der sogenannten Rest-Tschechei durch die Wehrmacht, die Unabhängigkeit der Slowakei als Vasallenstaat des Deutschen Reichs sowie der Einrichtung des Reichs-Protektorats Böhmen und Mähren am 15. März 1939 die Tschechoslowakei zum ersten Mal aufgelöst wurde. Der Prager Sender geriet daher unter die Kontrolle der nationalsozialistischen Machthaber des Deutschen Reichs und die eigenständigen internationalen Sendungen auf Kurzwelle wurden unterbrochen. Anders als im Reich wurden den privaten Radios im Protektorat die Kurzwellen-Empfangskreise entfernt – das Hören entsprechender Sendungen aus dem Ausland war ebenfalls unter schwere Strafe gestellt.
Der Rundfunk war als das wirksamste Medium in Gestalt von Radio Prag ein aktiver Teilnehmer am vom Tschechischen Widerstand organisierten Prager Aufstand vom 5. bis 8. Mai 1945. Dieser gegen das nationalsozialistische Besatzungsregime in Böhmen und Mähren gerichtete Aufstand begann mit einem als Wortspiel gesendeten Aufruf zu den Waffen der Widerstandskämpfer als auch der Bürger der Stadt auf Lang- und Mittelwelle. Der Aufstand wurde zum Teil zu einer Schlacht um die Kontrolle des Gebäudes vom Prager Rundfunk selbst (Schlacht um den Tschechischen Rundfunk), wobei auf beiden Seiten über einhundert Personen ihr Leben ließen. Die Sendungen gingen indes ohne Unterbrechung weiter und auch der eigentlich längst stillgelegte Kurzwellensender wurde wieder in Betrieb genommen. Der am 6. Mai von diesem an die bereits im Raum Pilsen auf tschechischem Gebiet stehenden Westalliierten Streitkräfte gerichtete Appell um Beistand blieb von diesen aufgrund zuvor getroffener Abmachungen mit der Sowjetunion jedoch unbeachtet.

### Kalter Krieg
Nach dem Ende des Zweiten Weltkriegs und des Dritten Reichs sowie der darauf folgenden Wiederherstellung der Tschechoslowakei wurden die Kurzwellensendungen für das Ausland noch nicht sofort wieder aufgenommen, da es erstmal galt geringe Schäden zu beheben sowie andere Umstände vorher zu bereinigen. Eine diesmal eher weniger rühmliche Rolle spielte der Prager Sender bei der Vertreibung der deutschen Bevölkerung von Prag sowie dem restlichen Böhmen und Mähren, indem er wiederum einen diesmal jedoch ganz offenen Aufruf an die tschechische Bevölkerung sendete, mit der Vertreibung der deutschen Bevölkerung von Prag zu beginnen. Diesem Aufruf folgten diverse Bürger sowie viele ehemalige Widerstandskämpfer und beteiligten sich daraufhin aktiv an den zum großen Teil gewalttätig verlaufenden Vertreibungsaktionen in der Stadt sowie dem Umland, bevor diese auf das ganze Land übergriffen.
Seit dem Rücktritt von Staatspräsident Edvard Beneš und der endgültigen kommunistischen Machtübernahme im Frühjahr 1948 (Februarumsturz) war Radio Prag für das neue Regime des Landes ein wichtiges Fenster nach außen und etablierte sich nach einiger Zeit erneut unter den wichtigsten internationalen Rundfunksendern auf Kurzwelle. Der Auslandsdienst wurde erweitert und um einige weitere Sendesprachen ergänzt. Die Auslandssendungen des Rundfunks wurden unter den Kommunisten zu einem Propagandainstrument, in denen gegenüber Westeuropa und Nordamerika die Staatsideologie verteidigt und zu verbreiten versucht wurde.
Eine Besonderheit war jedoch, dass den Hörern nicht gesagt werden durfte, wo der entsprechende Sender genau stand bzw. woher die entsprechende(n) Sendung(en) genau kam(en), da dies wie auch die meisten anderen Detail-Informationen bezüglich des Senders bis etwa Mitte der 1980er Jahre als geheim galt.
Während des Prager Frühlings im Jahre 1968 berichtete Radio Prag fürs Ausland recht umfangreich über das Programm der Reformer um Alexander Dubček sowie die Ereignisse. Während der folgenden Besetzung der Tschechoslowakei durch Truppen des Warschauer Pakts identifizierte sich Radio Prag als „Radio Prag... Auslandsrundfunk der besetzten Tschechoslowakei...“ (entsprechend in jeder Sendesprache). Bei Auseinandersetzungen der Demonstranten mit den Besatzungstruppen kamen vor dem Rundfunkgebäude an einem Tag insgesamt 17 Menschen ums Leben. Am 21. August wandte sich der Sender mit folgenden Aufruf an seine Hörer im In- und Ausland: „Teure Freunde, in der ČSSR gibt es keine Konterrevolution. Die Interessen des Sozialismus wurden in unserem Land durch nichts gefährdet, sodass es keinen Grund zur Intervention gibt.“ Nach der Niederschlagung der Reformbewegung hielt die Zensur durch die Hintertür wieder Einzug in den Medien.
Seit den 1960er Jahren bis Ende der 1980er Jahre gehörte Radio Prag zu den – gegenüber seinem internationalen Hörerpublikum – großzügigsten Auslandssendern was den Versand von Empfangsbestätigungen und Souvenirs (z. B. Wimpel, Bilder, Dias etc.) angeht.
Zur politischen Wende in der Tschechoslowakei im Rahmen der Samtenen Revolution im Jahre 1989, welche die kommunistische Einparteienherrschaft in der Tschechoslowakei beendete, schränkte Radio Prag seinen Sendebetrieb für kurze Zeit ein und säuberte seinen Personalbestand von kommunistisch belasteten Mitarbeitern. Danach normalisierte sich der Sendebetrieb rasch wieder und Radio Prag setzte seine Arbeit- mit einigen Änderungen am gewohnten Programm – unter den neuen demokratisch geprägten politischen Verhältnissen fort.

### Nachwendezeit
Nach der zweiten Auflösung der Tschechoslowakei und der Trennung in zwei Staaten Tschechien und Slowakei zum 1. Januar 1993 arbeitete der Sender praktisch ohne Unterbrechung ganz regulär als nunmehr tschechischer Auslandsdienst unter dem alten – und neuen – Namen Radio Prag weiter und benutzte zum Teil noch jahrelang Sendeanlagen in der Slowakei mit. Die Slowakei ging nach Relaissendungen des Inlandsprogramms auf Kurzwelle nach kurzer Zeit mit dem eigenen Auslandsprogramm Radio Slowakei International auf Sendung. In dieser Zeit führte Radio Prag auch ein neues Pausenzeichen, ein Motiv aus dem 1. Satz von Antonín Dvořáks 9. Sinfonie „Aus der neuen Welt“, ein.
2019 wurde der Name des Senders zum 83. Geburtstag auf „Radio Prague International“ geändert, um die internationale Ausrichtung des Senders zu betonen.

## Empfang
Die Kurzwellensendungen von Radio Prag wurden am 31. Januar 2011 eingestellt. Nur für Nordamerika werden Sendungen in englischer und in spanischer Sprache über Radio Miami International beibehalten. Seit November 2013 strahlt Radio 360 das deutsche Programm wieder auf Kurzwelle aus. Die Sendungen werden derzeit über Satellit, per Audio-Stream, Podcast auf der Webseite und durch Programmübernahmen seitens Drittsendern verbreitet. Für Mobilgeräte steht eine Android-App zur Verfügung. Ein Empfang ausgewählter Sendungen in englischer, deutscher, französischer und russischer Sprache ist über UKW in Prag und in Teilen Böhmens zeitweise möglich.
Der Sender beantwortete Empfangsberichte mit einer QSL-Karte.
Seit 2022 wird das Programm von Radio Prag nicht mehr über die Sender des Shortwaveservice ausgestrahlt. Stattdessen wird das Programm jetzt in Englisch, Französisch und Spanisch über die Sender von Radio Miami International (WRMI) in Okeechobee ausgestrahlt.

### Frühere Sendeanlagen
- Kurzwellensender Poděbrady – erste Sendestation östlich von Prag (zuletzt 1982 während des Umbaues von Rimavská Sobota in Betrieb) nahe Poděbrady
- Sendeanlage Veľké Kostoľany – ältere Sendestation nordwestlich von Bratislava (seit 1993 in der Slowakei – seit 1998 außer Betrieb)
- Kurzwellensender Rimavská Sobota – neuere Sendestation und leistungsfähigste Kurzwellenstation der ehemaligen Tschechoslowakei (bis 2003) nahe Rimavská Sobota (seit 1993 in der Slowakei)

### Aktuelle Sendeanlagen
- Sendeanlage Litomyšl – wichtigste Kurzwellen-Sendestation von Tschechien, unweit von Litomyšl

## Trivia
Die Band Orchestral Manoeuvres in the Dark (OMD) widmete Radio Praha das Eröffnungsstück „Radio Prague“ auf ihrem Album Dazzle Ships aus dem Jahr 1983. In diesem Stück ist das damalige bekannte Pausenzeichen des Senders (aus der kommunistischen Hymne Kupředu levá) zu hören.

## Belege
1. ↑  Daniela Honigmann: Blick ins Archiv: Radio Prag International feiert 87. Geburtstag Radio Prague Internation vom 31. August 2023, abgerufen am 19. November 2024
2. ↑  Till Janzer: Einmarsch 1968: Wie der Rundfunk weitersendete Radio Prague International vom 21. August 2018, abgerufen am 19. November 2024
3. ↑  Radio Prag wird zu Radio Prag international. Abgerufen am 30. August 2019.
4. 1 2  Wie höre ich Radio Prag? auf der Internetpräsenz von Radion Prag; abgerufen am 12. Dezember 2013.